# 放課後遊戯
『放課後遊戯』（蘭: Spelen of Sterven, 英: To Play or To Die）は、1990年に製作されたオランダの映画。
日本では、1998年5月9日と24日に第7回東京国際レズビアン&ゲイ映画祭において、「フォー・シーズンズ：ヨーロッパ・ゲイ短編集」として上映された。

## キャスト
- シモン・グリブリグ
- キース：ギート・フナーツ
- 教師：ヒルデ・ファン・ミーゲン